# Фуэнтес, Грегорио
Грего́рио Фуэ́нтес (исп. Gregorio Fuentes; 11 июля 1897, Арресифе, Лас-Пальмас, Испания — 13 января 2002, Кохимар, Куба) — кубинский рыбак и моряк, известный как возможный прототип Сантьяго, ведущего персонажа повести Эрнеста Хемингуэя «Старик и море».

## Биография
Фуэнтес родился на Канарских островах в семье рыбаков и фермеров. Ему было 6 лет, когда его отец умер на борту лодки, плывущей на Кубу. Грегорио с другими эмигрантами доплыл до Кубы; впоследствии он прожил всю жизнь в небольшой кубинской рыбацкой деревне Кохимар, находящейся неподалёку от Гаваны. В 1928 году он впервые встретил Эрнеста Хемингуэя, а в 1933 стал капитаном яхты «Пилар», принадлежавшей писателю. Вместе они выходили в море рыбачить и один раз поймали 300-фунтового марлина. Когда началась Вторая мировая война, писатель решил использовать яхту «Пилар» для охоты на немецкие субмарины и установил на яхту пулемёт. Во время войны немецкие подводные лодки нередко всплывали в территориальных водах Кубы и приближались к рыболовным судам, пытаясь пополнить запасы воды и продовольствия. Хемингуэй планировал приблизиться к лодке, бросить в неё бомбу и расстрелять из пулемёта. Сделать это не удалось, но команда Хемингуэя несколько раз замечала подводные лодки и передавала данные в Пентагон. В этих опасных путешествиях в 1942—1944 годах писателя сопровождал Фуэнтес.
Повесть «Старик и море» была опубликована Хемингуэем в 1952 году. За неё писатель удостоился многих престижных литературных наград, в том числе Нобелевской премии по литературе и Пулитцеровской премии за лучшую художественную книгу. Сам он отрицал, что образ главного героя основан на каком-либо реальном человеке; тем не менее, Фуэнтес как близкий друг Хемингуэя, с которым он провёл более 20 лет, традиционно считается одним из прототипов Сантьяго. Рыбак давал консультации актёру Спенсеру Трейси, исполнившему роль Сантьяго в экранизации 1958 года. После самоубийства Хемингуэя по его завещанию лодка стала собственностью Фуэнтеса, но рыбак решил отдать её государству, после чего она была выставлена в музее.
С конца XX века престарелый рыбак стал популярной достопримечательностью на Кубе, его стали посещать иностранные журналисты, с которыми он делился воспоминаниями о своём знаменитом друге. «Я был его поваром, моряком, капитаном его судна и его приятелем», — вспоминал Фуэнтес. Такое 15-минутное «интервью» с рыбаком стоило 50 долларов. В 2001 году он получил испанское гражданство. Фуэнтес 70 лет жил со своей супругой Долорес Перес, у них были четыре дочери. Долорес умерла в 1990 году. Грегорио умер в 104-летнем возрасте от рака в 2002 году.